# José da Silva Carvalho

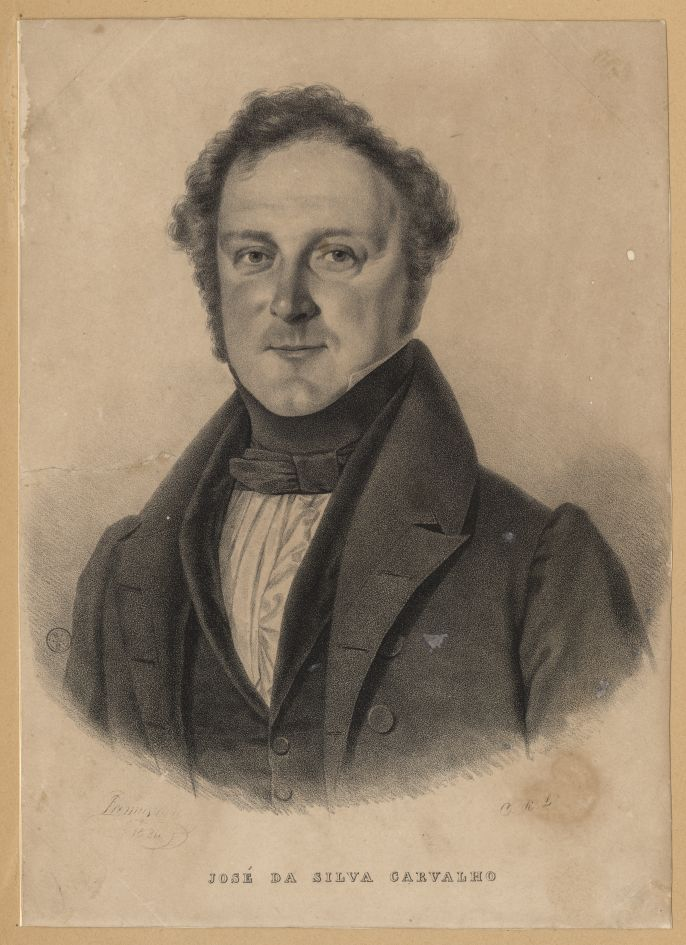
José da Silva Carvalho 1834.

José da Silva Carvalho, född 19 december 1782 och död 5 september 1856, var en portugisisk politiker.
Carvalho deltog i revolutionen 1820, och lämnade landet 1823. Sedan dom Miguel bemäktigat sig kronan, samarbetade han med Pedro I och var en av dennes främsta medhjälpare i upprättandet av Marias tron. 1832-35 var han finansminister, och arbetade med framgång på finansernas förbättrande, men måste sedan han varit inblandad i en komplott 1836 åter gå i landsflykt. Efter kuppen 1842 var han fram till sin död medlem av statsrådet.